# Madagaskar-halsbandleguaan
De Madagaskar-halsbandleguaan (Oplurus cuvieri) is een reptiel uit de familie madagaskarleguanen (Opluridae).

## Naamgeving en indeling
De soortnaam is een eerbetoon aan Georges Cuvier. Cuvier beschreef deze soort in 1829 als Oplurus Torquatus. In 1831 verving John Edward Gray deze naam door Tropidurus Cuvieri ("Cuvier's Tropidurus").
In 1952 wees Jay M. Savage erop dat de geslachtsnaam Oplurus prioriteit had, en dat de correcte soortnaam bijgevolg Oplurus cuvieri was.

### Ondersoorten
Er worden twee ondersoorten erkend, welke onderstaand zijn weergegeven met de auteur en het verspreidingsgebied.
| Naam                       | Auteur      | Verspreidingsgebied |
| -------------------------- | ----------- | ------------------- |
| Oplurus cuvieri comorensis | Angel, 1942 | Grande Comore       |
| Oplurus cuvieri cuvieri    | Gray, 1831  | Madagaskar          |

## Uiterlijke kenmerken
De huidkleur is grijsbruin met bruine spikkels en een zwarte kraag. Mannetjes hebben intensere kleuren dan de vrouwtjes. De hagedis heeft een relatief brede kop en een stekelige staart. De lichaamslengte bedraagt dertig tot 37 cm.

## Levenswijze
Het voedsel van dit in de bomen levend reptiel bestaat hoofdzakelijk uit insecten. Ook plantendelen zoals bloemen worden wel gegeten. Meestal zit het dier doodstil op een boomstam, totdat hij plotseling uithaalt. Bij bedreiging trekt de hagedis zich terug in een boomspleet, waarbij zijn doornige staart als barrière dient tussen hem en de aanvaller.
De vrouwtjes zetten eieren af, een legsel bestaat per seizoen meestal uit vier tot zes eieren.

## Verspreiding en habitat
Deze soort komt voor op Madagaskar en het eiland Grande Comore van de Comoren. De populatie op Grande Comore is de enige uit het geslacht Oplurus buiten Madagaskar. Fernand Angel benoemde ze in 1942 als een ondersoort Oplurus cuvieri comorensis. Tegenwoordig wordt deze ondersoort als een aparte soort beschouwd.

## Beschermingsstatus
Door de internationale natuurbeschermingsorganisatie IUCN is de beschermingsstatus 'veilig' toegewezen (Least Concern of LC).